# Medalla Isitwalandwe
La Medalla Isitwalandwe és la més gran condecoració atorgada pel Congrés Nacional Africà (ANC). Isitwalandwe vol dir “aquell qui porta les plomes de l'ocell estrany.” És costum de fer entrega d'aquest honor només als més grans guerrers; aquells qui es distingeixen pel seu lideratge i heroisme.
Alguns dels honorats amb aquesta medalla són: 
- 1955 Yusuf Dadoo
- 1955	Pare Trevor Huddleston
- 1955 Albert Lutuli
- 1975 Moses Kotane
- 1980 Govan Mbeki
- 1980	Bisbe Ambrose Reeves
- 1982 Lilian Ngoyi
- 1992 Harry Gwala
- 1992 Helen Joseph
- 1992 Ahmed Kathrada
- 1992 Nelson Mandela
- 1992 Raymond Mhlaba
- 1992 Wilton Mkwayi
- 1992 Andrew Mlangeni
- 1992 Elias Motsoaledi
- 1992 Walter Sisulu
- 1992 Oliver Tambo
- 1994 Joe Slovo[2]
- 2004 Rachel Simons
- 2008 Chris Hani